# Rača (okręg szumadijski)
Rača (cyr. Рача) – miasto w Serbii, w okręgu szumadijskim, siedziba gminy Rača. W 2011 roku liczyło 2603 mieszkańców.